# Graubrust-Strandläufer

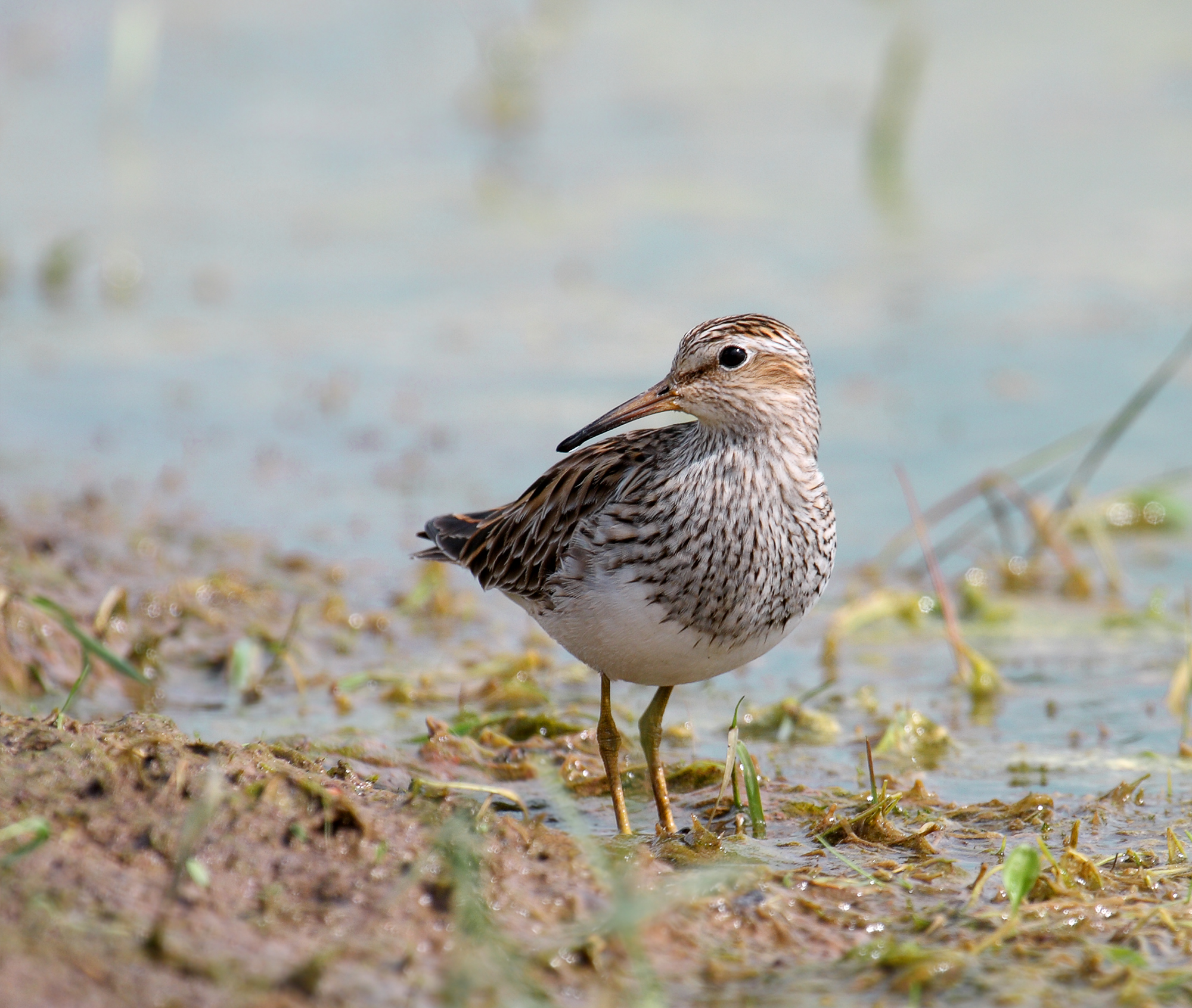
Graubrust-Strandläufer im Prachtkleid

Der Graubrust-Strandläufer (Calidris melanotos, Syn.: Tringa melanotos, Eriola melanotos, Tringa melanota) ist eine Vogelart aus der Familie der Schnepfenvögel. Die IUCN stuft den Graubrust-Strandläufer als  (=least concern – nicht gefährdet) ein. Der Bestand wird von BirdLife International auf 25.000 bis 100.000 geschlechtsreife Individuen geschätzt.

## Erscheinungsbild
Der Graubrust-Strandläufer erreicht eine Körperlänge von 19 bis 23 Zentimeter. Die Flügelspannweite beträgt 38 bis 44 Zentimeter, das Gewicht 55 bis 120 Gramm.
Im Prachtkleid hat der Graubrust-Strandläufer einen dunkelbraunen, schwarz und braun gestreiften Oberkopf. Die Ohrdecken sind rotbraun und kontrastieren mit den blasseren und feiner gestreiften Wangen. Zwischen Auge und Schnabelbasis verläuft ein dunkelbrauner Streif. Der Schnabel ist lang und an der Spitze leicht nach unten gebogen. Die Iris ist dunkelbraun. Die Kehle ist weiß. Der Hals und die Brust sind hell bräunlich mit einer dunkleren braunen Streifung. Die Zeichnung der Brust bildet ein breites, auffallend gemustertes Band, was zu der englischen Bezeichnung Pectoral Sandpiper für diese Art geführt hat. Davon scharf abgesetzt ist die weiße Körperunterseite.
Der Mantel und der Rücken sind dunkelbraun mit breiten, kastanienfarbenen oder rötlichbraunen Säumen. Der Vogel wirkt dadurch auf der Körperoberseite geschuppt. Der Rumpf und die Oberschwanzdecken sind dunkelbraun bis schwarz, die Rumpfseiten sind weiß, die äußeren Schwanzfedern sind grau. Die mittleren Schwanzfedern sind verlängert, was vor allem bei fliegenden Graubrust-Strandläufern auffällig ist.
Der Graubrust-Strandläufer weist große Ähnlichkeit mit dem Spitzschwanzstrandläufer (Calidris acuminata) auf. Das wichtigste Unterscheidungsmerkmal zwischen den beiden Arten ist die scharf abgesetzte Brustzeichnung des Graubrust-Strandläufers.

## Verbreitung

Verbreitungsgebiet des Graubrust-Strandläufers (gelb: Zuggebiete, orange: Brutgebiete, blau: Überwinterungsgebiet)

Der Graubrust-Strandläufer kommt im Osten Russlands und im Westen Nordamerikas vor. In Asien brütet der Graubrust-Strandläufer von der Taimyrhalbinsel bis zur Tschuktschenhalbinsel. Der Verbreitungsschwerpunkt liegt hier vor allem an der Nordküste. Auf den Inseln vor der Nordküste fehlt der Graubrust-Strandläufer bis auf die Wrangelinsel. In Nordamerika brütet der Graubrust-Strandläufer vom Nordwesten Alaskas entlang der Küste des Festlands bis zur Hudson Bay. Er brütet außerdem auf der Banksinsel, der Victoriainsel, auf Southampton Island, der Prince-of-Wales-Insel, im Süden der Parry-Inseln und auf Ellesmere Island. Der Graubrust-Strandläufer ist ein Zugvogel. Sowohl die Vögel Russlands als auch die Nordamerikas überwintern in Südamerika. Ein kleiner Teil der Population findet sich im Winterhalbjahr jedoch auch auf den japanischen Inseln und der koreanischen Halbinsel ein.
Der Lebensraum des Graubrust-Strandläufers ist die Tundra. Während des Winterhalbjahrs hält er sich auf Grasland sowie auf Schwemmflächen in Küstennähe auf.

## Lebensweise
Der Graubrust-Strandläufer frisst überwiegend Wirbellose. Eine besondere Rolle in seinem Nahrungsspektrum nehmen Insekten und deren Larven ein. In den Überwinterungsgebieten frisst er auch Krustentiere und Muscheln.
Im Winterhalbjahr lebt der Graubrust-Strandläufer gesellig, in den Brutgebieten dagegen eher einzelgängerisch. Die Männchen besetzen ein Revier und sind polygam. Das Nest ist eine tiefe, in der Vegetation versteckte Mulde. Das Gelege besteht normalerweise aus vier Eiern. Diese sind cremefarben oder blassgrünlich und weisen dunkle Flecken auf. Es brütet überwiegend das Weibchen. Die Brutzeit beträgt 21 bis 22 Tage. Die frisch geschlüpften Jungen werden vom Männchen für mehrere Tage gehudert. Sie sind in einem Alter von etwa 30 Tagen flügge und werden als Jährlinge geschlechtsreif.

## Etymologie und Forschungsgeschichte
Die Erstbeschreibung des Graubrust-Strandläufers erfolgte 1819 durch Louis Pierre Vieillot unter dem wissenschaftlichen Namen Tringa melanotos. Als Verbreitungsgebiet gab er Paraguay an, basierend auf Chorlito del lomo negro von Félix de Azara. 1804 führte Blasius Merrem die neue Gattung Calidris ein. Dieser Name hat sein Ursprung in καλιδρις, σκαλιδρις calidris, skalidris, deutsch ‚gesprenkelt‘ ein Name den Aristoteles für ein nicht identifizierten graufarbigen Wasservogel verwendete. Der Artname »melanotos« ist ein Wortgebilde aus μελας, μελανος melas, melanos, deutsch ‚schwarz‘ und -νωτος, νωτον -nōtos, nōton, deutsch ‚-rückig, Rücken‘. Alfred Laubmann hatte für sein Werk Die Vögel von Paraguay drei Bälge, gesammelt von Hans Krieg (1888–1970) im Bergland des Río Apa, zur Verfügung. Er sah die Art als Zugvogel für Paraguay und nur in den nordischen Wintermonaten als anwesend. Dabei trägt der Graubrust-Strandläufer in Paraguay das Winterkleid. Laubmann nannte die Art Eriola melanotos.